# Oberösterreichischer Landtag
Der Oberösterreichische Landtag ist das Landesparlament des österreichischen Bundeslandes Oberösterreich. Er wählt die Mitglieder der Landesregierung und übt die gesetzgebende Gewalt des Landes aus. Der Sitz des Landtages ist das Landhaus in Linz.
Der Landtag setzt sich aus 56 Abgeordneten zusammen. Die Gesetzgebungsperiode beträgt sechs Jahre. Zuletzt wurde am 26. September 2021 eine Wahl abgehalten (Landtagswahl in Oberösterreich 2021). Das Bundesland ist in die Wahlkreise Linz und Umgebung, Innviertel, Hausruckviertel, Traunviertel und Mühlviertel geteilt, die sich aus den 15 politischen Bezirken und den drei Statutarstädten zusammensetzen.

## Geschichte

### Märzrevolution
In Oberösterreich bestand historische die Oberösterreichische Landstände. In der Revolution von 1848/1849 im Kaisertum Österreich traten sie am 23. März 1848 letztmals in alter Form zusammen. In dieser Sitzung wurde beschlossen, den Landtag um zehn gewählte Vertreter der Bürgerschaft der Stadt Linz zu ergänzen. Er wählte Vertreter in den Ständischen Zentralausschuss, der eine reichsweite Verfassung ausarbeiten sollte. Aber auch in der erweiterten Form konnte von einer Volksvertretung noch keine Rede sein. Daher wurde ein provisorischer Ausschuss gebildet, der aus 18 Vertretern der alten Stände, zwölf Vertretern der Linzer Bürgerschaft, zwölf Vertretern des Bauernstandes, zwölf Vertretern der bisher nicht im Landtag vertretenen landesfürstlichen Städte und Märkte, acht Vertretern der bisher nicht landtagsfähigen Herrschaftsbesitzer, acht Vertretern des katholischen Klerus sowie zwei Vertretern der evangelischen Geistlichkeit bestand. Der Ausschuss erarbeitet den Entwurf einer Verfassung, die er am 7. September 1848 annahm. Danach sollte es einen 75-köpfigen gewählten Landtag geben. Dieser wurde jedoch nie gewählt. Die Oktroyierte Märzverfassung hob die Landesverfassungen auf und versprach die Einrichtung von Landtagen. Diese wurden jedoch erst mit dem Februarpatent 1861 eingerichtet.

### Kaisertum Österreich
Rechtsgrundlage für den oberösterreichischen Landtag war die Oberösterreichische Landesordnung von 1861, die Teil des Februarpatentes war. Danach bestand der Landtag aus 50 Abgeordneten in folgenden Kurien:
- 10 Abgeordneten des landtäflichen Großgrundbesitzes
- 17 Abgeordneten der Städte und Industrialorte
- 19 Abgeordneten der Landgemeinden
- 3 Abgeordneten der Handels- und Gewerbekammer Linz
- dem Bischof von Linz

Der Vorsitzende des Landtags, der Landeshauptmann, wurde vom Kaiser ernannt.

### Die Landtagsreform 1909
Mit der Landtagsreform 1909 stieg die Zahl der Abgeordneten der Städte und Industrialorte von 17 auf 19 und die der Abgeordneten der Landgemeinden von 19 auf 22 Hinzu kam eine allgemeine Wählerkurie. In der Summe hatte der Landtag damit 69 Abgeordnete.

### Erste Republik
Nach dem Ende des Ersten Weltkrieges wurde eine Provisorische Landesversammlung Oberösterreich geschaffen, die aus 101 Abgeordneten bestand, die gemäß dem Ergebnis der Reichsratswahl 1911 bestimmt wurden. Dieser beschloss eine Landtagswahlordnung, die bestimmte dass die 72 Abgeordneten in allgemeiner, freier, geheimer und direkter Wahl nach dem Verhältniswahlrecht zu bestimmen waren. Das Frauenwahlrecht wurde ebenfalls eingeführt. Die Dauer der Legislaturperiode betrug sechs Jahre. Im Jahr 1925 wurde die Zahl der Abgeordneten auf 60 reduziert. Mit der Landesverfassung von 1930 wurde die Zahl der Abgeordneten auf 48 gesenkt.
Am 14. Dezember 1933 trat der Landtag in dieser Form letztmals zusammen. 1933 wurde von der Regierung Dollfuß zwar der Nationalrat ausgeschaltet, am 12. Februar 1934 verbot die Diktaturregierung Dollfuß die österreichische Sozialdemokratie. Der nun noch aus 33 Abgeordneten bestehende Rumpflandtag beschloss eine neue Landesverfassung, die am 19. Juni 1935 in Kraft trat. Damit wurde der Landtag in ein Ständeparlament umgewandelt, das aus 36 von den Berufsständen beschickten Mandataren bestand. Mit dem Anschluss Österreichs wurde auch dieser Landtag aufgelöst.

### Zweite Republik
Nach dem Ende des Zweiten Weltkrieges wurde am 25. November 1945 wurde ein neuer Landtag gewählt, der am 13. Dezember 1945 erstmals zusammentrat.